# Sorbus filarszkyana
Sorbus filarszkyana är en rosväxtart som beskrevs av Karpati. Sorbus filarszkyana ingår i släktet oxlar, och familjen rosväxter. Inga underarter finns listade i Catalogue of Life.